# Paucartambo
Paucartambo é uma cidade do Peru, capital da província de Paucartambo e do distrito de Paucartambo, na região de Pasco.